# 1900 au Portugal
Chronologie du Portugal
- 1896
- 1897
- 1898
- 1899
- 1900
- 1901
- 1902
- 1903
- 1904

Cette page concerne les évènements survenus en 1900 au Portugal  :

## Évènement
- 28 mai : Une éclipse solaire se produit, son chemin traverse la totalité du centre-nord du Portugal.
- 26 juin : Ernesto Hintze Ribeiro remplace José Luciano de Castro au poste de Premier ministre.
- octobre ou novembre : Les premiers enregistrements sonores réalisés au Portugal sont produits à Porto par l'ingénieur William Darby, qui crée une série de disques de phonographe documentant les sons de la musique locale dans le cadre d'une campagne d'enregistrement européenne pour la Gramophone Company.
- 25 novembre : Élections législatives : le Parti régénérateur du Premier ministre Ernesto Hintze Ribeiro remporte la majorité absolue à la Chambre des députés, avec 104 des 138 sièges disponibles. Le Parti progressiste remporte 28 sièges et arrive en deuxième position.

## Création
- Instituto de Odivelas (en)
- Mina de Lousal (pt)
- O Heraldo (en) (journal)

## Naissance
- Tomaz Vieira da Cruz (en), poète.
- José Gomes Ferreira (en), poète et écrivain.
- Fernando Valle (pt), médecin et personnalité politique.

## Décès
- Augusto César Barjona de Freitas (pt), juriste.
- Eça de Queiroz, naturaliste et diplomate.
- Alexandre de Serpa Pinto, militaire, un explorateur et un administrateur colonial.
- António de Serpa Pimentel, premier ministre.
- António Nobre, poète.